# Sibirisk järnsparv
Sibirisk järnsparv (Prunella montanella) är en palearktisk fågel i familjen järnsparvar som häckar i Ryssland och Mongoliet. Den övervintrar i ett begränsat område i nordöstra Kina och Korea. Fågeln påträffas mycket sällsynt i Europa, men 2016 skedde ett stort inflöde av arten. Exempelvis sågs hela 68 sibiriska järnsparvar det året i Sverige mot sammanlagt nio fynd innan. IUCN kategorisrar arten som livskraftig.

## Utseende
Sibirisk järnsparv är ungefär lika stor som en järnsparv, det vill säga 13–14,5 cm lång. Den har en spetsig, fin, svart näbb och utmärker sig genom sitt ljusa sandgula ögonbrynsstreck som accentueras av den svarta hjässan och den svarta ögonmasken som går ned på kinden. Den har en gråaktig halsboa och i övrigt är den brunvattrad på ovansidan, ljust gråbeige på undersidan, har ett ostreckat sandgult bröst, vit undergump och ljust rosaröda ben.

## Läte
Sången är rätt monoton och ljusröstad, med hårda r-ljud. Locklätet beskrivs som ett fint "ti-ti-ti".

## Utbredning och systematik
Sibirisk järnsparv häckar lokalt i ett smalt bälte över hela nordligaste Sibirien, från Berings sund i öst till en bit in i norra delen av Europeiska Ryssland där den har sitt största häckningsområde. Dessutom häckar den även lokalt i ett smalt bälte i södra Sibirien. Den europeiska häckningspopulationen återfinns i Europeiska Ryssland i ett 30 mil brett bälte, 70 mil in i Europa vilket är ett område endast något mindre än Norrland. Som enda representant för familjen järnsparvar så är hela världspopulationen flyttfåglar som övervintrar i sydöstra Asien i ett begränsat område i nordöstra Kina och Korea. Ett bra område att se sibirisk järnsparv om vintern är vid Kinesiska muren utanför Peking. De nordligaste häckningsområdena överges i början av september och återbesätts i början av juni.
Sibirisk järnsparv brukar delas upp i två underarter med följande utbredning:
- Prunella montanella montanella – häckar från Uralbergen till Altaj, Bajkalsjön och bergskedjan Sichote-Alin.
- Prunella montanella badia – häckar från nedre delen av floden Lena till Ochotska havet i nordöstra Siberien.

### Observationer utanför utbredningsområdet
Sibirisk järnsparv uppträder mycket sällan väster om Ryssland. Elva fynd är gjorda i Finland sedan 1975, tre fynd i Italien (åren 1884-1907), och vardera ett fynd i Österrike, Danmark, Tjeckien, Slovakien, Litauen och Polen. Den har också observerats i Libanon, Alaska, Kanada och USA.
Före 2016 fanns endast nio säkra fynd av sibirisk järnsparv i Sverige. Sveriges första fynd gjordes 1976 på Öland när en individ ringmärktes på Ottenby fågelstation. Ytterligare tre individer observerades på Öland 1987. I övrigt har det gjorts två fynd i Uppland (1987, 2000) och vardera ett fynd i Södermanland (1991), Västerbotten (1988) och Gotland (2007). Alla fynd är således från östra Sverige och alla observationer har gjorts i oktober, förutom Gotlandsobservationen som skedde i februari, vilket gör det rimligt att tro att den nådde Skandinavien under höstflyttningen året före.
Vid mitten av oktober 2016 skedde på grund av gynnsamma väderförhållanden ett stort inföde av sibirisk Järnsparv till Sverige och hela 68 ytterligare fynd gjordes under hösten, varav vid två tillfällen två individer. Kontrasten är tydlig med påföljande år. 2017 sågs endast en ny individ, 7 januari i Trofta, Blekinge, och 2018 gjordes inte ett enda fynd av sibirisk järnsparv i Sverige.

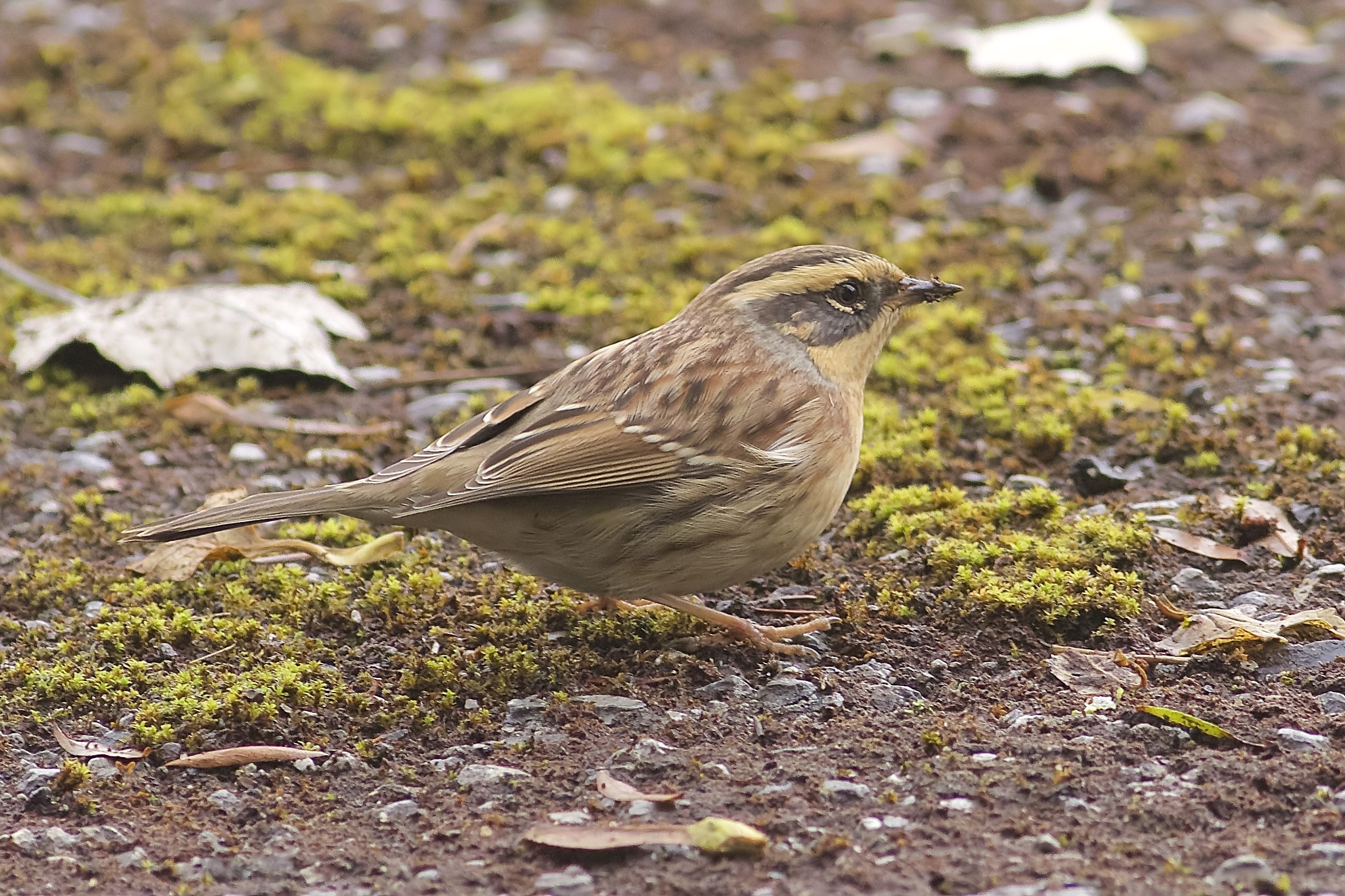
En sibirisk järnsparv fotograferad i Easington, England i oktober 2016, andra fyndet för Storbritannien.

## Ekologi

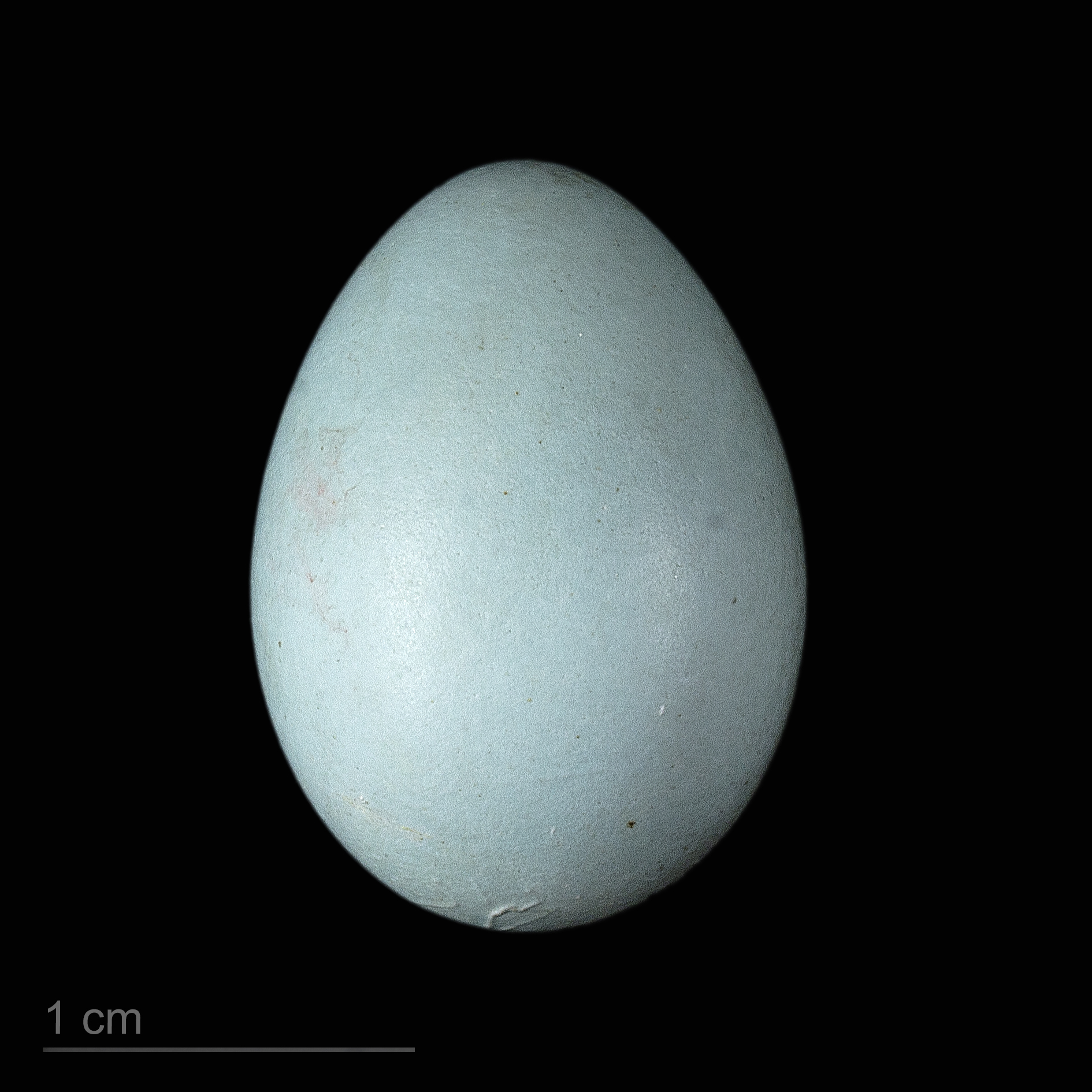
Prunella montanella

Sibirisk järnsparv häckar i viden och björkskog som gränsar till myrar, tundra och floder, men även i öppen, mager barrskog. Den nordöstliga underarten P. m. badia lever i bergsområden. Den bygger ett skålformigt rede där den i genomsnitt lägger 5 ägg. Efter att äggen är kläckta tar båda föräldrarna hand om ungarna som är flygga efter cirka 17 dygn. Om sommaren består dess föda till största delen av insekter som förstärks av bär och frön om vintern. Den födosöker mestadels på marken, är skygg och håller sig ofta dold.

## Status
Arten har ett stort utbredningsområde och internationella naturvårdsunionen IUCN kategoriserar arten som livskraftig. Beståndsutvecklingen är dock oklar.